# CSI: Miami (seizoen 1)
Het 1e seizoen van de thriller Crime Scene Investigation Miami werd uitgezonden (in Amerika) van 23 september 2002 tot en met 19 mei 2003.
In Nederland werd dit seizoen van de serie door RTL 5 uitgezonden en dit gebeurde een half jaar later. Het derde seizoen bestond net zoals de voorafgaande uit 24 afleveringen die allen ongeveer 45 minuten duren. De hoofdrollen worden gespeeld door David Caruso, Kim Delaney, Emily Procter, Adam Rodriguez, Khandi Alexander en Rory Cochrane.
De dvd van het eerste seizoen kwam op 29 juni 2004 uit in de Verenigde Staten, Canada en Bermuda, op 21 februari 2005 werd de dvd ook in Europa uitgebracht.

## Rolverdeling
| Acteur           | Personage         | per aflevering                                | per aflevering                                | per aflevering                                | per aflevering                                | per aflevering                                | per aflevering                                | per aflevering                                | per aflevering                                | per aflevering                                | per aflevering                                | per aflevering                                | per aflevering                                | per aflevering                                | per aflevering                                | per aflevering                                | per aflevering                                | per aflevering                                | per aflevering                                | per aflevering                                | per aflevering                                | per aflevering                                | per aflevering                                | per aflevering                                | per aflevering                                |
| Acteur           | Personage         | 1e                                            | 2e                                            | 3e                                            | 4e                                            | 5e                                            | 6e                                            | 7e                                            | 8e                                            | 9e                                            | 10e                                           | 11e                                           | 12e                                           | 13e                                           | 14e                                           | 15e                                           | 16e                                           | 17e                                           | 18e                                           | 19e                                           | 20e                                           | 21e                                           | 22e                                           | 23e                                           | 24e                                           |
| ---------------- | ----------------- | --------------------------------------------- | --------------------------------------------- | --------------------------------------------- | --------------------------------------------- | --------------------------------------------- | --------------------------------------------- | --------------------------------------------- | --------------------------------------------- | --------------------------------------------- | --------------------------------------------- | --------------------------------------------- | --------------------------------------------- | --------------------------------------------- | --------------------------------------------- | --------------------------------------------- | --------------------------------------------- | --------------------------------------------- | --------------------------------------------- | --------------------------------------------- | --------------------------------------------- | --------------------------------------------- | --------------------------------------------- | --------------------------------------------- | --------------------------------------------- |
| David Caruso     | Horatio Caine     | Gehele seizoen                                | Gehele seizoen                                | Gehele seizoen                                | Gehele seizoen                                | Gehele seizoen                                | Gehele seizoen                                | Gehele seizoen                                | Gehele seizoen                                | Gehele seizoen                                | Gehele seizoen                                | Gehele seizoen                                | Gehele seizoen                                | Gehele seizoen                                | Gehele seizoen                                | Gehele seizoen                                | Gehele seizoen                                | Gehele seizoen                                | Gehele seizoen                                | Gehele seizoen                                | Gehele seizoen                                | Gehele seizoen                                | Gehele seizoen                                | Gehele seizoen                                | Gehele seizoen                                |
| Kim Delaney      | Megan Donner      | aflevering 1 t/m 111                          | aflevering 1 t/m 111                          | aflevering 1 t/m 111                          | aflevering 1 t/m 111                          | aflevering 1 t/m 111                          | aflevering 1 t/m 111                          | aflevering 1 t/m 111                          | aflevering 1 t/m 111                          | aflevering 1 t/m 111                          | aflevering 1 t/m 111                          | aflevering 1 t/m 111                          |                                               |                                               |                                               |                                               |                                               |                                               |                                               |                                               |                                               |                                               |                                               |                                               |                                               |
| Emily Procter    | Calleigh Duquesne | Gehele seizoen                                | Gehele seizoen                                | Gehele seizoen                                | Gehele seizoen                                | Gehele seizoen                                | Gehele seizoen                                | Gehele seizoen                                | Gehele seizoen                                | Gehele seizoen                                | Gehele seizoen                                | Gehele seizoen                                | Gehele seizoen                                | Gehele seizoen                                | Gehele seizoen                                | Gehele seizoen                                | Gehele seizoen                                | Gehele seizoen                                | Gehele seizoen                                | Gehele seizoen                                | Gehele seizoen                                | Gehele seizoen                                | Gehele seizoen                                | Gehele seizoen                                | Gehele seizoen                                |
| Adam Rodriguez   | Eric Delko        | Gehele seizoen                                | Gehele seizoen                                | Gehele seizoen                                | Gehele seizoen                                | Gehele seizoen                                | Gehele seizoen                                | Gehele seizoen                                | Gehele seizoen                                | Gehele seizoen                                | Gehele seizoen                                | Gehele seizoen                                | Gehele seizoen                                | Gehele seizoen                                | Gehele seizoen                                | Gehele seizoen                                | Gehele seizoen                                | Gehele seizoen                                | Gehele seizoen                                | Gehele seizoen                                | Gehele seizoen                                | Gehele seizoen                                | Gehele seizoen                                | Gehele seizoen                                | Gehele seizoen                                |
| Khandi Alexander | Alexx Woods       | Gehele seizoen                                | Gehele seizoen                                | Gehele seizoen                                | Gehele seizoen                                | Gehele seizoen                                | Gehele seizoen                                | Gehele seizoen                                | Gehele seizoen                                | Gehele seizoen                                | Gehele seizoen                                | Gehele seizoen                                | Gehele seizoen                                | Gehele seizoen                                | Gehele seizoen                                | Gehele seizoen                                | Gehele seizoen                                | Gehele seizoen                                | Gehele seizoen                                | Gehele seizoen                                | Gehele seizoen                                | Gehele seizoen                                | Gehele seizoen                                | Gehele seizoen                                | Gehele seizoen                                |
| Rory Cochrane    | Tim Speedle       | Gehele seizoen                                | Gehele seizoen                                | Gehele seizoen                                | Gehele seizoen                                | Gehele seizoen                                | Gehele seizoen                                | Gehele seizoen                                | Gehele seizoen                                | Gehele seizoen                                | Gehele seizoen                                | Gehele seizoen                                | Gehele seizoen                                | Gehele seizoen                                | Gehele seizoen                                | Gehele seizoen                                | Gehele seizoen                                | Gehele seizoen                                | Gehele seizoen                                | Gehele seizoen                                | Gehele seizoen                                | Gehele seizoen                                | Gehele seizoen                                | Gehele seizoen                                | Gehele seizoen                                |
| Rex Linn         | Frank Tripp       | 8 aflevering als gastrol, geen vast personage | 8 aflevering als gastrol, geen vast personage | 8 aflevering als gastrol, geen vast personage | 8 aflevering als gastrol, geen vast personage | 8 aflevering als gastrol, geen vast personage | 8 aflevering als gastrol, geen vast personage | 8 aflevering als gastrol, geen vast personage | 8 aflevering als gastrol, geen vast personage | 8 aflevering als gastrol, geen vast personage | 8 aflevering als gastrol, geen vast personage | 8 aflevering als gastrol, geen vast personage | 8 aflevering als gastrol, geen vast personage | 8 aflevering als gastrol, geen vast personage | 8 aflevering als gastrol, geen vast personage | 8 aflevering als gastrol, geen vast personage | 8 aflevering als gastrol, geen vast personage | 8 aflevering als gastrol, geen vast personage | 8 aflevering als gastrol, geen vast personage | 8 aflevering als gastrol, geen vast personage | 8 aflevering als gastrol, geen vast personage | 8 aflevering als gastrol, geen vast personage | 8 aflevering als gastrol, geen vast personage | 8 aflevering als gastrol, geen vast personage | 8 aflevering als gastrol, geen vast personage |
| Sofia Milos      | Yelina Salas      | 7 aflevering als gastrol, geen vast personage | 7 aflevering als gastrol, geen vast personage | 7 aflevering als gastrol, geen vast personage | 7 aflevering als gastrol, geen vast personage | 7 aflevering als gastrol, geen vast personage | 7 aflevering als gastrol, geen vast personage | 7 aflevering als gastrol, geen vast personage | 7 aflevering als gastrol, geen vast personage | 7 aflevering als gastrol, geen vast personage | 7 aflevering als gastrol, geen vast personage | 7 aflevering als gastrol, geen vast personage | 7 aflevering als gastrol, geen vast personage | 7 aflevering als gastrol, geen vast personage | 7 aflevering als gastrol, geen vast personage | 7 aflevering als gastrol, geen vast personage | 7 aflevering als gastrol, geen vast personage | 7 aflevering als gastrol, geen vast personage | 7 aflevering als gastrol, geen vast personage | 7 aflevering als gastrol, geen vast personage | 7 aflevering als gastrol, geen vast personage | 7 aflevering als gastrol, geen vast personage | 7 aflevering als gastrol, geen vast personage | 7 aflevering als gastrol, geen vast personage | 7 aflevering als gastrol, geen vast personage |

1 Pas in aflevering elf neemt Megan Donner ontslag, in deze aflevering komt ze dus nog wel in voor.

## Afleveringen
| Nr. | Titel aflevering            | Geregisseerd door | Geschreven door                                    | Uitzenddatum VS   |
| 1 | "Golden Parachute"          | Joe Chappelle     | Steven Maeda                                       | 23 september 2002 |
| Megan Donner keert terug in het CSI team, om samen met het team aan de slag te gaan met een zaak bij de Everglades. Bij het zoeken naar overlevende van een vliegtuig crash komen een slachtoffer tegen. De enige overlevende verteld dat de vrouw een luik van het vliegtuig gebruikt heeft om zelfmoord te plegen. Horatio vindt dit verdacht en het team gaat opnieuw na wat er is gebeurd op de fatale vlucht, omdat het verhaal van de overlevende niet klopt. |                             |                   |                                                    |                   |
| 2 | "Losing Face"               | Joe Chappelle     | Steven Maeda & Gwendolyn Parker                    | 30 september 2002 |
| Een bom explodeert, dit kost het leven aan een onbekende man en een vriend van Horatio. Samen met een goede vriend(en mentor) gaat Horatio op zoek naar de dader. Na nog drie bommen worden ze op de proef gesteld om de dader zo snel mogelijk te vinden. Met genoeg bewijsmateriaal doorzoekt het team een Colombiaanse haven, hier ontdekken ze meer over de werknemers en denken ze dat het zal helpen om de zaak op te lossen. Maar nieuw bewijs suggereert dat de dader achter het bom team aan is.                                                                                         |                             |                   |                                                    |                   |
| 3 | "Wet Foot/Dry Foot"         | Tucker Gates      | Eddie Guerra                                       | 7 oktober 2002    |
| Horatio en zijn team gaan op onderzoek uit nadat een groep vissers een dode man gevonden heeft in een open gesneden haai. Algauw komt Megan erachter dat de man vermoord is, als zij een kogelwond vindt op het lijk. Later wordt een tweede lijk gevonden, drijvend in een binnenband. |                             |                   |                                                    |                   |
| 4 | "Just One Kiss"             | Scott Brazilië    | Laurie McCarthy & Matt Witten                      | 14 oktober 2002   |
| Op Miami beach wordt een man gevonden met een doorgesneden keel en een gedeeltelijk verbrand gezicht, samen met een bewusteloos geslagen vrouw die in zee is gegooid. Leidt het onderzoek tot een vooraanstaande familie in Florida met zijn ijzeren patriarch, die al eerder betrokken zijn geweest in een mysterieuze zaak die Horatio voor jaren heeft geteisterd. |                             |                   |                                                    |                   |
| 5 | "Ashes To Ashes"            | Bryan Spicer      | Mark Israël                                        | 21 oktober 2002   |
| Wanneer een priester dood wordt aangetroffen in zijn predikantswoning, moeten Megan, Calleigh en Tim een rommelige web van familie problemen ontwarren om tot de doodsoorzaak te komen. Tegelijkertijd proberen Horatio en Eric op een andere plek een gevoelige zaak van een geëxplodeerde auto, wat een huis van een moeder met kind was, op te lossen. |                             |                   |                                                    |                   |
| 6 | "Broken"                    | Deran Sarafian    | Ildy Modrovich & Laurence Walsh                    | 28 oktober 2002   |
| Het hele team doet onderzoek op een indoor pretpark waar een jonge vrouw dood is aangetroffen in de toiletten. Zij moeten zo snel mogelijk de meedogenloze man die de gruwelijke daad op zijn naam heeft op zien te sporen. Als ze iedereen die op de plaats delict geweest is ondervraagd hebben komen ze erachter dat het veel meer is als waar de rechercheurs op gerekend hadden. |                             |                   |                                                    |                   |
| 7 | "Breathless"                | Charlie Correll   | Steven Maeda & Gwendolyn Parker                    | 4 november 2002   |
| Een naakt lichaam van een mannelijke stripper, die opgetreden heeft op het Coconut Grove landgoed, is de volgende ochtend dood gevonden in een rozentuin. Het team heeft moeite met het ontdekken van de exacte doodsoorzaak. Tegelijkertijd onderzoekt Megan een zaak waarbij een zwemmer plotseling dood gaat nadat hij aan boord van een boot is gegaan. |                             |                   |                                                    |                   |
| 8 | "Slaughterhouse"            | Dick Pearce       | Laurie McCarthy                                    | 11 november 2002  |
| Horatio en zijn team moeten onderzoek doen naar een brute moord van een familie in hun eigen huis, hierbij zij de enige overlevende: de met bloed doordrenkte peuter en de vader die op dat moment een operatie deed. De eerste aanname is dat de moeder hiervoor verantwoordelijk is, maar het bewijs spreekt van een schokkende andere uitkomst. |                             |                   |                                                    |                   |
| 9 | "Kill Zone"                 | Daniel Attias     | Mark Israel & Lois Johnson                         | 18 november 2002  |
| Downtown Miami wordt getergd door een scherp schutter, Horatio en zijn team moeten snel handelen voordat hij weer toeslaat. |                             |                   |                                                    |                   |
| 10 | "A Horrible Mind"           | Greg Yaitanes     | Ildy Modrovich & Laurence Walsh                    | 25 november 2002  |
| Horatio, Tim en Calleigh onderzoeken een onorthodoxe professor die ze gemarteld en vastgebonden aan een boom gevonden hebben, het bewijs voert naar een dertienjarige student. Tegelijkertijd onderzoeken Eric en Megan een gezonken auto met een dodelijk slachtoffer er in, het vermoeden gaat gelijk uit naar verzekeringsfraude. |                             |                   |                                                    |                   |
| 11 | "Camp Fear"                 | Deran Sarafian    | Eddie Guerra & Steven Maeda                        | 16 december 2002  |
| Het CSI-team onderzoekt de dood van een jong model, wier lichaam werd gevonden in de buurt een jeugdgevangeniskamp voor meisjes. Aan de andere kant van de stad, Eric en Tim onderzoeken de bizarre dood van een man die blijkbaar werd verbrand van binnenuit. Detective Donner neemt ontslag van het team om persoonlijke redenen. |                             |                   |                                                    |                   |
| 12 | "Entrance Wound"            | David Grossman    | Laurie McCarthy & Gwendolyn Parker                 | 3 januari 2003    |
| Een getrouwde man en een medewerker waren op zoek naar een pleziertje, maar ze waren erg geschokt toen ze een dode prostitué aantroffen in hun bungalow. De aanwijzingen leiden tot een familiare man die een schaduwrijk verleden heeft. Het team onderzoekt ook een auto overval waarbij een Duitse toerist om het leven komt, echter lijkt dit al gauw op moord omdat de vrouw die mee reed ongedeerd blijft in de schietpartij. |                             |                   |                                                    |                   |
| 13 | "Bunk"                      | Charlie Correll   | Elizabeth Devine                                   | 27 januari 2003   |
| Het team onderzoekt een dodelijke drugs die wordt geproduceerd in een mobiel laboratorium. Ook doen ze onderzoek naar een oude vrouw die vermoord is in een senioren huis. |                             |                   |                                                    |                   |
| 14 | "Forced Entry"              | Artie Mandelberg  | Mark Israel & Lois Johnson                         | 3 februari 2003   |
| Er worden twee lijken gevonden, een vastgebonden naakte man die is gestikt toen hij werd aangerand en een eigenaar van een crematorium. Wanneer ze verder onderzoek doen naar de eigenaar van het crematorium ontdekken ze tientallen niet gecremeerde lijken. |                             |                   |                                                    |                   |
| 15 | "Dead Woman Walking"        | Jeannot Szwarc    | Ildy Modrovich & Laurence Walsh                    | 10 februari 2003  |
| Een overvaller is dood aangetroffen op straat, zijn nek gebroken, maar Horatio's team heeft een groter probleem op hun handen: tijdens de autopsie, komt Alexx erachter dat de man werd blootgesteld aan straling. Nu moet het team racen tegen de klok om de moordenaar te vinden voordat het volgende slachtoffer, een milieujurist, sterft aan stralingsziekte. |                             |                   |                                                    |                   |
| 16 | "Evidence Of Things Unseen" | Joe Chappelle     | David Black                                        | 17 februari 2003  |
| Het team onderzoekt een immigrant die is neergestoken, de enige getuigen is een stripper die een act voor hem aan het opvoeren was. |                             |                   |                                                    |                   |
| 17 | "Simple Man"                | Greg Yaitanes     | Steven Maeda                                       | 24 februari 2003  |
| Voordat Horatio is gevraagd om te getuigen tijdens een moordzaak, waarin de verdachte de man van de stadhouder is, heeft hij bepaalde nieuwe feiten die zouden kunnen bewijzen dat de man onschuldig is. Er is ook nieuwe informatie die draait om de ontdekking van een tweede slachtoffer, die zou het vermeende moordenaar profiel passen waardoor de man niet schuldig zou zijn. |                             |                   |                                                    |                   |
| 18 | "Dispo Day"                 | David Grossman    | Elizabeth Devine & Ildy Modrovich & Laurence Walsh | 10 maart 2003     |
| In een onderzoek naar een medicijn worden de zenuwen en het geduld van het CSI-team op de proef gesteld wanneer zij verdachten worden in de zaak die zij proberen op te lossen. |                             |                   |                                                    |                   |
| 19 | "Double Cap"                | Joe Chappelle     | Marc Dube                                          | 31 maart 2003     |
| Horatio is in gevecht met de FBI en de US Marshals als hij probeert te ontdekken waarom een mooie vrouw was vermoord bij het zwembad in een chic hotel. Het bewijs suggereerde dat het een professionele actie was. De zaak wordt pas echt moeilijk als ook de FBI zich met de zaak wil bemoeien. Ergens anders confronteert Calleigh haar vader met zijn drank probleem. |                             |                   |                                                    |                   |
| 20 | "Grave Young Men"           | Peter Markle      | Lois Johnson                                       | 14 april 2003     |
| Horatio wordt benaderd door een man die hij een paar jaar terug geholpen heeft. Hij smeekt om zijn hulp bij het zoeken van zijn vermiste tienerzoon. Als hij de zaak onderzoekt komen ze erachter dat de jongen mogelijk een dodelijke aanval aan het plannen was. Ook wordt Tim ergens anders aangetrokken tot een sexy model dat mogelijk betrokken is bij de dood van haar vriendje. |                             |                   |                                                    |                   |
| 21 | "Spring Break"              | Deran Sarafian    | Stephen Maeda                                      | 28 april 2003     |
| Horatio en zijn team doen onderzoek naar twee tieners die op voorjaarsvakantie in Miami waren. De eerste is een tienermeisje dat dood is aangetroffen op een strand met haar nek gebroken en menselijke bijtwonden op haar benen. De tweede is een jonge man gevonden op de bodem van een zwembad die blijkbaar stierf voordat hij het water raakte. |                             |                   |                                                    |                   |
| 22 | "Tinder Box"                | Charlie Correll   | Corey Miller                                       | 5 mei 2003        |
| Tim en Eric zijn aanwezig in een nachtclub op het moment dat deze in brand vliegt, dit komt mede door apparatuur van de dj. Wanneer zij verder onderzoek doen naar de brand, komen ze erachter dat deze mogelijk een dekmantel voor een moord is. Ook doet Horatio onderzoek naar een dode prostitué die is aangetroffen in het huis van een rechter. |                             |                   |                                                    |                   |
| 23 | "Freaks and Tweaks"         | Deran Sarafian    | Elizabeth Devine & John Haynes                     | 12 mei 2003       |
| Een explosie in een vervallen schuur doodt bijna Horatio en zijn bemanning net nadat ze een dode man, vastgebonden met ducktape hebben gevonden. De zaak wordt persoonlijk voor Horatio wanneer hij ontdekt dat de belangrijkste verdachte zijn overleden broer is. In het lab is Alexx geschokt om te horen dat de man van haar beste vriendin is vermoord, blijkbaar het slachtoffer van een willekeurig schieten. |                             |                   |                                                    |                   |
| 24 | "Body Count"                | Joe Chappelle     | Ildy Modrovich & Laurence Walsh                    | 19 mei 2003       |
| Het probleem begint wanneer een gevangene is dood gestoken op het gevangenis plein. Kort nadat Horatio aangekomen is op de plaats delict, verschijnt er een helikopter boven het plein. Hij vreest meteen dat de moord een valstrik was om een ontsnappings poging te dekken. Dat wordt bevestigd als drie gevangenen aan boord van de helikopter gaan en vluchten. Als het onderzoek van start gaat, worden de identiteiten van de vluchtelingen bekend en Horatio beseft iets verschrikkelijks: Twee van de ontsnapte zijn koelbloedige moordenaars die al hun volgende slachtoffer uitgekozen. |                             |                   |                                                    |                   |